# Beaches—Woodbine (circonscription provinciale)
Circonscription électorale provinciale du Canada
Beaches—Woodbine est une ancienne circonscription provinciale de l'Ontario représentée à l'Assemblée législative de l'Ontario de 1967 à 1999.

## Géographie
La circonscription consistait surtout à la partie est du Vieux Toronto.

## Historique
| Législature                                                          | Années    | Député         | Député                    | Parti                     |
| -------------------------------------------------------------------- | --------- | -------------- | ------------------------- | ------------------------- |
| Beaches—Woodbine                                                     |           |                |                           |                           |
| Circonscription issue de Woodbine et Beaches                         |           |                |                           |                           |
| 28e                                                                  | 1967-1971 |                | John Brown (en)           | Néo-démocrate             |
| 29e                                                                  | 1971-1975 |                | Thomas Alfred Wardle (en) | Progressiste-conservateur |
| 30e                                                                  | 1975-1977 |                | Marion Bryden             | Néo-démocrate             |
| 31e                                                                  | 1977-1981 |                | Marion Bryden             | Néo-démocrate             |
| 32e                                                                  | 1981-1985 |                | Marion Bryden             | Néo-démocrate             |
| 33e                                                                  | 1985-1987 |                | Marion Bryden             | Néo-démocrate             |
| 34e                                                                  | 1987-1990 |                | Marion Bryden             | Néo-démocrate             |
| 35e                                                                  | 1990-1995 | Frances Lankin |                           | Néo-démocrate             |
| 36e                                                                  | 1995-1999 | Frances Lankin |                           | Néo-démocrate             |
| Circonscription dissoute parmi Beaches—East York et Toronto—Danforth |           |                |                           |                           |